# Newman Airport
Newman Airport är en flygplats i Australien. Den ligger i kommunen East Pilbara och delstaten Western Australia, omkring 1 000 kilometer norr om delstatshuvudstaden Perth. Newman Airport ligger 526 meter över havet.
Trakten runt Newman Airport är nära nog obefolkad, med mindre än två invånare per kvadratkilometer.. Närmaste större samhälle är Newman, nära Newman Airport.
Omgivningarna runt Newman Airport är i huvudsak ett öppet busklandskap. Genomsnittlig årsnederbörd är 488 millimeter. Den regnigaste månaden är januari, med i genomsnitt 197 mm nederbörd, och den torraste är augusti, med 1 mm nederbörd.